# Al Jawf (Libye)
 (juin 2023).
Si vous disposez d'ouvrages ou d'articles de référence ou si vous connaissez des sites web de qualité traitant du thème abordé ici, merci de compléter l'article en donnant les références utiles à sa vérifiabilité et en les liant à la section « Notes et références ».
Pour les articles homonymes, voir Al Jawf.
Al Jawf (en arabe : الجوف) est une ville libyenne, capitale de la municipalité de Koufrah. En 2009, elle est peuplée de 31 007 habitants.
Al Jawf ne reçoit quasiment pas de pluie : seulement 2,5 mm en moyenne par an. Les températures estivales sont en moyenne au-delà de 30 °C et peuvent atteindre 50 °C.
La ville est située à l'ouest de l'oasis de Koufra. Cette oasis est l'une des plus irriguées de tout le Sahara. À une centaine de kilomètres au nord-ouest d'Al Jawf se trouve l'oasis et le lac de Buzaymah.
La ville est desservie par l'aéroport de Koufra.